# Pedro II de Alençon
Pedro II de Valois (¿?, 1340 - Argentan, 20 de septiembre de 1404) fue un noble francés, conde de Alençon y de Perche. Era el tercer hijo del conde Carlos II de Alençon y de Perche, y de la infanta castellana María de La Cerda.

## Biografía
Armado caballero en 1350, sucedió a su hermano mayor Carlos III por haber elegido este la carrera religiosa. Fue uno de los primeros rehenes enviados a Inglaterra en 1360 a cambio de Juan II el Bueno, hecho prisionero en la batalla de Poitiers en 1356. Retornó a Francia en 1370.
Allí se puso bajo las órdenes del duque Juan I de Berry y combatió en Aquitania junto a su hermano Roberto, contra los ingleses. Tomaron Limoges, pero fracasaron en Usson (1371). Combatió también en Bretaña junto a Bertrand du Guesclin, y fue herido durante el asalto de Hennebont.
Muchos años después, en 1388, acompañó a Carlos VI el Bienamado en una expédición contra el duque Guillermo VI de Gueldre y de Juliers.

## Matrimonio e hijos
Pedro de Alençon se casó el 10 de octubre de 1371 con María Chamaillard (1345 - 1425), vizcondesa de Beaumont-au-Maine, Fresnay y de Sainte-Suzanne, hija de Guillermo Chamaillard, señor de Anthenaise (1320 - 1391) y de María de Beaumont-Brienne (1325 - 1372), vizcondesa de Beaumont-au-Maine, Fresnay y de Sainte-Suzanne, heredera de la familia de Beaumont. De esta unión nacieron:
- María (1373 - 1417), casada en París en 1390 con Juan VII († 1452), conde de Harcourt y de Aumale y barón de Elbeuf;
- Pedro (1374 - 1375);
- Juan (1375 - 1376);
- María (1377 - 1377);
- Juana (1378 - 1403);
- Catalina (1380 - 1462), casada en 1411 con Pedro de Evreux (1366 - 1412), infante de Navarra, conde de Mortain; luego, al enviudar, en 1413 se casó con Luis VII de Baviera (1365 - 1447);
- Margarita (1383 - 1400), monja en Argentan;
- Juan el Sabio (1385 - 1415), sucesor de su padre con el nombre de Juan I, fue conde y luego duque de Alençon. Murió en la Batalla de Azincourt.

También tuvo un hijo ilegítimo:
- Pedro (¿? - ¿?), señor de Aunou.

| Predecesor: Carlos III | Conde de Alençon 1367 - 1404 | Sucesor: Juan I |

- Datos: Q592757